# Ново-Дмитриевка
Ново-Дмитри́евка (укр. Новодмитриївка, крымскотат. Novodmitriyevka) — исчезнувшее село в Сакском районе Крыма в центре района, включённое в состав современного Орехово, сейчас юго-восточная часть села.

## Динамика численности населения
| - 1864 год — 8 чел. - 1889 год — 60 чел. - 1892 год — 95 чел. | - 1900 год — 118 чел. - 1915 год — 174 чел. - 1926 год — 213 чел. |

## История
Впервые в исторических документах селение встречается на карте 1836 года, на которой в русской деревне Чоботар или Дмитриевка подписано 10 дворов, а на карте 1842 года Чоботар или Дмитриевка княгини Шаховской обозначен условным знаком «малая деревня», то есть, менее 5 дворов. В «Списке населённых мест Таврической губернии по сведениям 1864 года», составленному по результатам VIII ревизии 1864 года Ново-Дмитриевка — владельческая русская деревня в Сакской волости Евпаторийского уезда, с 12 дворами и 87 жителями при балкѣ Чеботарской. По обследованиям профессора А. Н. Козловского 1867 года, глубина колодцев в деревне составляла 2—5 саженей (4—10 м), в половине из которых вода была солоноватая, как и в родниках. На трёхверстовой карте 1865—1876 года в деревня обозначена, как Ново-Дмитровка, или Чеботарка, также с 12 дворами. По «Памятной книге Таврической губернии 1889 год», по результатам Х ревизии 1887 года, в деревне числилось 11 дворов и 60 жителей. Согласно «…Памятной книжке Таврической губернии на 1892 год», в деревне Ново-Дмитриевка, входившей в Ново-Дмитриевское сельское общество, было 95 жителей в 14 домохозяйствах на общинной земле.
Земская реформа 1890-х годов в Евпаторийском уезде прошла после 1892 года, в результате Ново-Дмитриевка осталась в составе обновлёной Сакской волости. По «…Памятной книжке Таврической губернии на 1900 год» в деревне, составлявшей всё то же сельское общество, числилось 118 жителей в 21 домохозяйстве<. По Статистическому справочнику Таврической губернии. Ч.II-я. Статистический очерк, выпуск пятый Евпаторийский уезд, 1915 год, в деревне Ново-Дмитриевка Сакской волости Евпаторийского уезда числилось 20 дворов (все дворы с землёй) с русскими жителями в количестве 174 человек приписного населения, из которых 96 мужчин и 98 женщин. Жители владели 201 десятиной удобной земли. В хозяйствах имелось 112 лошадей, 4 вола, 38 коров и 35 голов мелкого скота.
После установления в Крыму Советской власти, по постановлению Крымревкома от 8 января 1921 года была упразднена волостная система и село включили в состав вновь созданного Сарабузского района Симферопольского уезда, а в 1922 году уезды получили название округов. 11 октября 1923 года, согласно постановлению ВЦИК, в административное деление Крымской АССР были внесены изменения, в результате которых был ликвидирован Сарабузский район и образован Симферопольский и село включили в его состав. Согласно Списку населённых пунктов Крымской АССР по Всесоюзной переписи 17 декабря 1926 года, в селе Ново-Дмитриевка, центре Ново-Дмитриевского сельсовета Евпаторийского района, числилось 36 дворов, из них 34 крестьянских, население составляло 213 человек, из них 202 русских, 5 украинцев, 6 армян, действовала русская школа. Постановлением Президиума КрымЦИКа «Об образовании новой административной территориальной сети Крымской АССР» от 26 января 1935 года был создан Сакский район и село, вместе с сельсоветом, включили в его состав.
После освобождения Крыма от фашистов, 12 августа 1944 года было принято постановление № ГОКО-6372с «О переселении колхозников в районы Крыма», по которому в район из Курской и Тамбовской областей РСФСР в район переселялись 8100 колхозников, а в начале 1950-х годов последовала вторая волна переселенцев из различных областей Украины. С 25 июня 1946 года Чеботарка в составе Крымской области РСФСР, а 26 апреля 1954 года Крымская область была передана из состава РСФСР в состав УССР. До 23 октября 1963 года Ново-Дмитриевка являлась центром сельсовета, после чего включено в состав Ореховского (согласно справочнику «Крымская область. Административно-территориальное деление на 1 января 1968 года» — в период с 1954 по 1968 годы), но, фактически, Орехово находится на месте Ново-Дмитриевки.